# 鶴澤伝吉
鶴澤 伝吉（つるさわ でんきち）は、義太夫節三味線方の名跡。旧字体で鶴澤傳吉とも表記する。

## 初代
初代鶴澤伝吉 ⇒ 初代鶴澤吉右衛門 ⇒ 初代鶴澤伝吉 ⇒ 三代目鶴澤文蔵
初代鶴澤清七（三代目鶴澤友治郎）門弟。備前屋。
『増補浄瑠璃大系図』には「寛政の始より出座して」とあり、番付上も寛政4年（1792年）3月北堀江市の側芝居 豊竹此母座『浜千鳥大内軍記』に鶴澤伝吉とある。師匠初代清七が筆末にいる。
享和2年（1808年）8月堀江市の側芝居『日吉丸二度目清書』で筆末へ昇格。筆頭は師匠初代清七。文化4年（1807年）6月御霊社内芝居『和田合戦女舞鶴』他で三味線筆頭に昇格。以降も御霊の芝居では筆頭に座る。文化6年（1809年）12月北の新地芝居の番付に『義経千本桜』「狐の段 切 竹本政太夫　鶴澤伝吉　ツレ竹澤亀吉」と三味線欄の筆頭に名を連ねながらも別書きされている。
同年の「三ヶ津太夫三味線人形見立相撲」では東之方大関　大坂鶴澤清七　関脇同竹澤弥七　小結同鶴澤伝吉と、小結に位置している。この出世の速さを『増補浄瑠璃大系図』は朝日の登るようだと評している。「寛政の始より出座して今古の名人と成暫の間に出精朝日の登るごとくに終に立者となり文政八年乙酉十一月座摩社内芝居にて文蔵名前貰ひ受」
文化7年（1810年）10月『三日太平記』他で伝吉事初代鶴澤吉右衛門を襲名。しかし、山城少掾の番付の書き込みに「初代伝吉事初代鶴澤吉右衛門ト改ム　是ハ一時之改名ニテ直ニ元ノ伝吉返リ」とあるように、直ぐに伝吉に復した。翌11月京和泉式部芝居『三日太平記』他では三味線筆頭に鶴澤伝吉の名がある。以降も座摩境内の芝居等にて三味線筆頭を勤め、三代目政太夫らを弾いていたが、初代豊澤広助が同座する場合には、筆末に下がっている。
文政元年（1818年）「三ヶ津操太夫三味線人形見立角力」では西之方大関大坂鶴澤伝吉と西の大関まで登り詰めている（東の大関は初代豊澤広助）。文政2年（1819年）より相三味線の二代目竹本土佐太夫の横に別書きされるようになっており、三味線筆頭の広助と同等の扱いを受けている。
文化3年（1820年）正月道頓堀角丸芝居の二代目土佐太夫事竹本播磨大掾受領の公演では三味線筆頭に鶴澤伝吉とある。以降も播磨大掾を弾き、三味線筆頭に名がある。
文政8年（1825年）11月座摩境内芝居「大切 けい事ふし事 橋弁慶」にて伝吉改三代目鶴澤文蔵を襲名。番付には「伝吉改名鶴澤文蔵」とある。太夫は竹本播磨大掾　竹本島太夫　竹本三根太夫（で三味線は伝吉改三代目文蔵とツレに鶴澤安次郎（初代清七の息子）が勤めている。同芝居で播磨大掾は『染模様妹背門松』「質店の段」を語っており、文蔵はそちらも勤めているため、「橋弁慶」は文蔵の襲名披露のための一幕である。
『増補浄瑠璃大系図』には「文政八年乙酉十一月座摩社内芝居にて文蔵名前貰ひ受改名祝しに橋弁慶太夫播磨ワキ河堀長門太夫勤る此時に関羽の道行虫の音を入て弾るヽ也」とあり、番付とワキの太夫が相違する。
伝吉にとり鶴澤文蔵は、師匠初代鶴澤清七（三代目鶴澤友治郎）の師匠である初代鶴澤文蔵（二代目友治郎）、即ち祖父師匠の名跡であり、清七の師匠名前である。
師名清七は弟弟子の勝次郎（勝治郎）が二代目を継承した。文政11年（1828年）5月に弟弟子の勝次郎（勝治郎）の二代目清七襲名を翌年に控えたタイミングにて、初代清七の息子安次郎と妻お幸に差し入れた文章（一札）が『増補浄瑠璃大系図』に掲載されている。
「一札
一共儀幼少之砌より御門弟に被成下預り御教授に候段子々孫々迄御厚恩の程忘却仕間敷候其上此度先師文蔵様は名前伝吉え御譲り御師清七様御名前勝次郎に御譲り被下誠に冥加に相叶候仕合難有奉存候猶此上両人共芸道無油断遂執行御名目相穢し不申様精々相心得可申候且御大功の御名跡に候得は私共存生中には相残る御師直門葉の内何角相見立連々御名跡永久相続仕候様是又急度相守可申候幷に伝吉えは先師より相伝り候御書物等御譲り被下難有慥に受納仕候然る上は文蔵名前相譲り候節右御書物共無相違譲り渡可申事実正明白に候且御師御存生中よりは門弟中一統申合猶々大切に可仕候此以後銘々共始御直門末々に至迄不正不実不相構様門葉中一統急度相守可申候勿論私共に於ては聊不正ケ間敷儀も御座候節は御名前御書物等御取上け被成候共一言の申分毛頭無御座候為後日証御名前幷御書物御譲り請一札価て如件
文政十一子年五月
伝吉事改　文蔵　印
勝次郎事改　清七　印
鶴澤安次郎殿
御母公お幸殿」
文政12年（1829年）の播磨大掾の没まで相三味線を勤めた。同年の「三箇津太夫三味線人形見立角力」では東の大関となった。以降は二代目巴太夫を弾き、稲荷境内の芝居（文楽の芝居）の三味線筆頭を没するまで務めた。天保5年（1834年）9月23日没。戒名は鶴覚乗遊禅定門。墓碑は下寺町遊行寺に現存する。『増補浄瑠璃大系図』は戒名を鶴誉来遊禅定門とする。

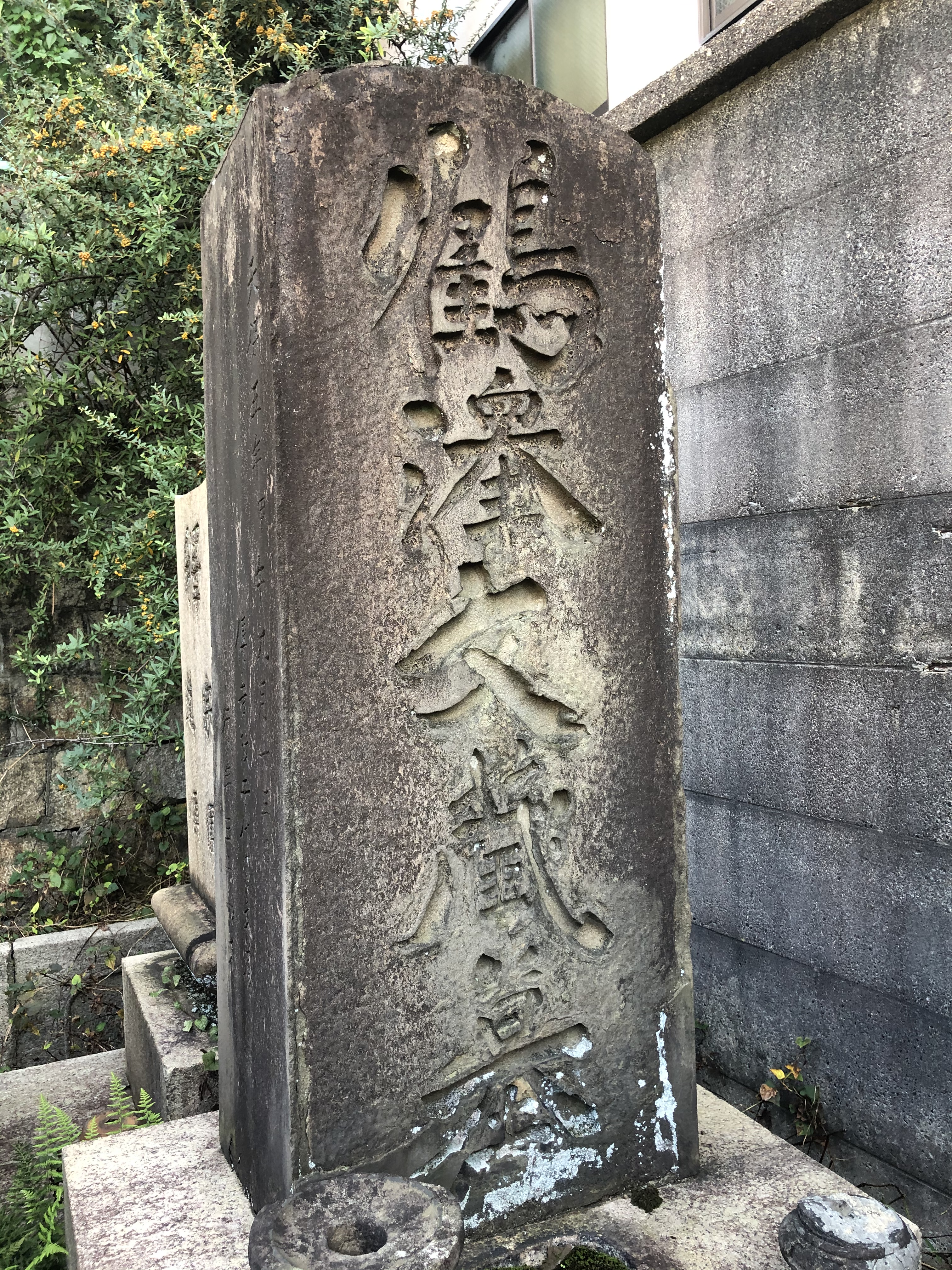
三代目鶴澤文蔵の墓

師匠初代清七は引退後に三代目鶴澤友次郎を名乗ったが（友次郎としては出座せず）、後述の通り四代目友次郎、五代目友次郎、そして初代友次郎の前名にして鶴澤の元祖名である鶴澤三二が鶴澤伝吉の系譜から出ることになった。
一方、鶴澤文蔵の名跡は、門弟鶴澤文三が一時文蔵と名乗ったとも、三代目の忰である来蔵⇒初助（天保7年（1836年）『三ヶ津太夫三味線人形改名師第附』に「故人鶴澤文蔵忰　鶴澤初助」とある）が継いだともされているが、明治に二代目鶴澤勇造の門弟（初代勇造は初代清七の門弟）から四代目文蔵が出て、その門弟が五代目を継いでいる。

## 二代目
初代鶴澤豊吉 ⇒ 二代目鶴澤伝吉 ⇒ 四代目鶴澤友次郎
初代清七門弟。師の没後は三代目文蔵（初代伝吉）の門弟。初代鶴澤亀助の息子。通称を籠島屋。「初代清七門弟にて亀助の悴也通称籠島屋と云なり文化五年より師に随ひ芝居へ修行」と『増補浄瑠璃大系図』にある。ここで亀助とあるのは、鶴澤亀助のことで、初代鶴澤仲助の門弟である。仲助は初代文蔵の門弟である。「鶴沢亀助仲助門弟にて大坂住人なり四代目友治郎之父也」と『増補浄瑠璃大系図』にある。
確かに文化5年（1808年）道頓堀大西芝居『岸姫松轡鑑』他に竹澤豊吉の名があり、『増補浄瑠璃大系図』と一致するが、竹澤であることから、この豊吉であるかは断定できない。三味線筆頭は師清七である。文化8年（1811年）9月稲荷境内『日本王代記』に鶴澤豊吉の名がある。文政8年（1825年）には兄弟子初代伝吉が筆頭を勤める座摩境内の芝居で筆末となっている。
天保2年（1831年）正月京四条南側芝居太夫竹本綱太夫『本朝廿四孝』他で豊吉事二代目鶴澤伝吉を襲名。同年3月御霊社内『二世紫吾妻内俐裡』にて三味線筆頭に名を連ね豊吉事二代目鶴澤伝吉を襲名。これ大坂での襲名披露である。以降も、兄弟子三代目文蔵が出座の場合には筆頭を譲っているが、それ以外では御霊の芝居で三味線筆頭を勤めている。
天保3年（1832年）「三ヶ津太夫三味線人形見立角力」では「豊吉事鶴澤伝吉」と東前頭筆頭に位置している。天保7年（1836年）『三ヶ津太夫三味線人形改名師第附』に「先鶴澤清七門弟後文蔵門弟　豊吉改　鶴澤伝吉」とある。
同年5月御霊境内『ひらかな盛衰記』他に出座して以降は、番付から鶴澤伝吉の名前が消える。見立て番付では西の関脇に位置するものの、出座がなく、天保12年（1841年）に全快にて出勤しているから、病気による休座であったことがわかる。
天保12年（1841年）8月御霊芝居『菅原伝授手習鑑』他が帰阪の初代竹本勢見太夫、病気全快の二代目鶴澤伝吉を祝う新たな座組での興行で「鶴沢伝吉義永らく病気二而引こもり居申候所此節全快仕候ニ付此者義も御進メにより未タうゐうゐ敷候得ども押而出勤仕候」と口上にある。
天保14年（1843年）12月道頓堀若太夫芝居 太夫竹本染太夫『祇園祭礼信仰記』他で二代目伝吉改四代目鶴澤友次郎を襲名。当初出た番付には三味線筆頭が鶴澤伝吉であり、別番付に伝吉改四代目鶴澤友治郎とある慌ただしい襲名披露となった。
これは、門弟29歳の鶴澤庄次郎が当時の大立物である四代目竹本綱太夫の相三味線を勤めることとなり、庄次郎の名前では紋下を弾くには不釣り合いであるために、庄次郎の師匠である二代目鶴澤伝吉に掛け合い、伝吉の名を三代目として庄次郎に譲らせ、二代目伝吉には大名跡である鶴澤友次郎を四代目として襲名させた。あまりに急なことで大坂若太夫芝居は「鶴澤伝吉」で看板と番付を作成済であったが、綱太夫は看板と番付を「鶴澤友次郎」に書き直させたという。若太夫芝居の紋下である五代目竹本染太夫（後の竹本越前大掾）をも承諾させるほど四代目綱太夫の力は強かった。二代目友治郎は初代鶴澤文蔵、三代目鶴澤友治郎は、初代鶴澤清七が名乗ったとはされているが、いずれも引退後の襲名（見切遺言）によるもので、鶴澤友治郎の名で芝居に出たわけではない。初代友次郎の最後の出座並びに没年は寛延2年（1749年）であり、それ以来94年ぶりに鶴澤友次郎が芝居に出ることになった。『増補浄瑠璃大系図』によれば、この時爪先鼠の段を友次郎が弾いており、太夫は初代竹本勢見太夫である。同年の見立角力では西大関まで登り詰めている。
「出勤致されしが茶道に深く熱心にて後には出勤も遠ざかり引込慰みがてらの商業を致楽しくらす中にもいついつ迄も忘れやらぬは芸道にて折々は門弟衆又は執心なる衆を呼て芸の故実杯教訓致され」と『増補浄瑠璃大系図』にあり、友治郎襲名以降は熱心な芝居への出座はなかった。
文久元年（1861年）12月10日没。戒名は釋豊信。俗姓籠島屋豊蔵。妻なみと墓碑にある。神号：宇知昇佐保幸神。
五代友治郎其恩報の志有て四代友治郎に生国魂精鎮社え納て神号を頂く　宇知昇佐保幸神（ウチノポルサホサキノカミ）四代目友次郎ｰ『増補浄瑠璃大系図』

## 三代目
野澤小庄 ⇒ 鶴澤庄次郎 ⇒ 三代目鶴澤伝吉 ⇒ 五代目鶴澤友次郎 ⇒ 五代目野澤喜八郎 ⇒ 五代目鶴澤友次郎
三代目野澤喜八郎門弟。後に二代目鶴澤伝吉（四代目鶴澤友次郎）門弟となる。
本名：清水友次郎。通称：建仁寺町。文化12年（1815年）京都に生まれる。文政13年（1830年）15歳の時に、大坂に出て、二代目鶴澤伝吉（四代目鶴澤友次郎）の門弟となり、鶴澤庄次郎となる。
天保5年（1834年）3月備中宮内芝居の番付に鶴澤庄次郎の名前がある（筆頭は師匠二代目伝吉）。以降、天保9年（1838年）3月京誓願寺芝居、同年10月四条道場芝居太夫竹本綱太夫の芝居で、四代目綱太夫の一座に加わっている。天保11年（1840年）7月御霊社内芝居太夫竹本綱太夫『木下蔭狭間合戦』他の三味線筆末に京 鶴澤庄治郎とある。山城少掾の番付書き込みに「京鶴沢庄治郎トアルハ二代伝吉ト成後年五世友治郎トナラレシ人」とある。当時は四代目竹本むら太夫を弾いており、天保12年（1841年）正月四条北側大芝居太夫竹本綱太夫『妹背山婦女庭訓』では御殿の段 切を語る四代目竹本むら太夫の横に別書きされている。この頃の改名録に「野澤勝次郎改　鶴澤庄次郎」とあるが誤りである。
天保15年（1844年）正月京宮川町芝居 太夫竹本綱太夫『義経千本桜』『けいせい博多織』にて、庄次郎改三代目鶴澤伝吉を襲名。四代目綱太夫の相三味線の披露による襲名であることから、四代目綱太夫役場である渡海屋の段 中、すしやの段を弾いた。「鶴沢庄治郎二代目伝吉ヲ襲名後ニ五世友治郎名跡相続ス通称建仁寺町迚名高シ四世竹本綱太夫之引立ニ預ルト常ニ申サル、」と山城少掾が番付に書き込んでいる。
この三代目伝吉の襲名は、当時29歳の鶴澤庄次郎が当時の大立物である四代目竹本綱太夫の相三味線を勤めることとなり、庄次郎の名前では紋下を弾くには不釣り合いであるために、庄次郎の師匠である二代目鶴澤伝吉に掛け合い、伝吉の名を三代目として庄次郎に譲らせ、二代目伝吉には大名跡である鶴澤友次郎を四代目として襲名させた。あまりに急なことで大坂若太夫芝居は「鶴澤伝吉」で看板と番付を作成済であったが、綱太夫は看板と番付を「鶴澤友次郎」に書き直させたという。若太夫芝居の紋下である五代目竹本染太夫（後の竹本越前大掾）をも承諾させるほど四代目綱太夫の力は強かった。
翌2月同芝居『妹背山婦女庭訓』の番付にも「庄次郎事鶴澤伝吉」とあり、前月に引き続いての襲名披露となった。綱太夫の役場は「芝六住家の段 切」と「山の段　大判事」であり、これが三代目伝吉の襲名披露狂言となる。正月2月と伝吉の名前は上2枚目であったが、3月以降の番付では四代目綱太夫の太夫付となっている。
本来であれば、師匠と同様に豊吉から伝吉が襲名の順序であるが、四代目綱太夫が豊吉を飛ばし、いきなり伝吉を襲名させた。以降も、豊吉から伝吉が襲名されている。同年の見立角力では京江戸之分の大関に鶴澤伝吉が確認できる。
綱太夫の太夫付が続いたが、弘化4年（1847年）10月道頓堀竹田芝居『妹背山婦女庭訓』では三味線筆頭に昇格している（同芝居では初代豊澤團平らが豊竹三光斎の太夫付）。
嘉永元年（1848年）「当時名人太夫浄瑠理一本語てんぐ噺」という当時の太夫三味線の代表的な演目を見立てた番付には「伊賀越に誉れを残すかたきうち人のかゝみは岡崎のたん　竹本綱太夫　鶴澤伝吉」と記されている（『伊賀越道中双六』「岡崎の段」）。
嘉永5年（1852年）8月京寺町道場南新小屋『義士伝秋鉢植』「植木屋の段」で竹本綱太夫他の掛け合いを弾いたのを最後に、綱太夫と別れる。綱太夫は大坂の新築地清水町浜小家の芝居（天保の改革による移転中の文楽の芝居）へ向かったが、伝吉は京都に留まった。
嘉永6年（1853年）正月京寺町寅薬師『ひらかな盛衰記』三段目で竹本老松軒の太夫付で鶴澤伝吉がいる。同年9月四条北側大芝居の二代目津賀太夫改竹本山城掾藤原兼房の受領披露公演に上二枚目で出座。文久2年（1862年）正月四条南側大芝居『義経千本桜』他の三味線筆頭に鶴澤伝吉。同芝居で万八改二代目鶴澤吉左衛門の披露が行われている。同年の見立番付では「差添人 京 鶴澤伝吉」となっている。
門弟の二代目豊吉が元治元年（1864年）4月に四代目伝吉を襲名していることから、既にこの頃五代目鶴澤友次郎を襲名していた。同年の見立番付「三都太夫三味線操見競鑑」には「頭取　鶴澤伝吉」「西小結　鶴澤豊吉」とそれぞれあるが、改版では「頭取　伝吉改鶴澤友次郎」「西小結　豊吉改鶴澤伝吉」となっており、同年に襲名が行われたことが確認できる。『増補浄瑠璃大系図』には「延元年庚申師匠友治郎事故人となる師存命中より譲り渡す約束有て門弟中も承知の上慶応二年丙寅年鶴澤友治郎と改名三府は申に不及他国迄も披露を致す是五代目相続也」とある。芝居へでの襲名披露は、慶応2年（1866年）6月四条北側大芝居『お染久松　野崎村」で七代目竹本咲太夫を弾いた。別版の番付には伝吉事鶴澤友次郎とある。
慶応3年（1867年）6月四条道場芝居『木下蔭狭間合戦』では三味線筆頭に鶴澤友次郎がおり、鶴澤亀助事三代目鶴澤豊吉の襲名披露が行われている。以降も、七代目咲太夫を弾く番付が確認できる。
明治改元後も京都に留まったが、『野澤の面影』によれば、明治6年（1873年）より五代目豊竹巴太夫（後の初代柳適太夫）を弾く。巴太夫に従い、同年11月道頓堀竹田芝居太夫竹本山四郎の芝居に出座。筆末のハコに入っている。三味線筆頭は初代鶴澤清六である。明治7年（1874年）7月まで出座した。同年10月上旬に巴太夫・友次郎が名古屋の首振り芝居に出座。翌、明治8年（1875年）四月道頓堀竹田芝居に戻り、筆末に座る。翌5月まで出座し、五代目春太夫・初代團平が文楽座を退座したタイミングで、同年9月松島文楽座にて庵格で「スケ 三味線鶴澤友治郎」として文楽座に初出座。同じく文楽座へ移った五代目豊竹巴太夫（後の初代柳適太夫）の『義経腰越状』「泉の三郎館の段 切」を弾いた。翌明治9年（1876年）1月まで出座した。明治11年（1878年）に巴太夫と東京に下る。明治12年（1879年）帰阪し、正月道頓堀角丸芝居で箱書きの三味線筆頭。同年3月まで出座した。同年5月名田呉田長尾席の素浄瑠璃興行の番付に「友次郎改メ五代目野澤喜八郎」とある旨が『野澤の面影』に記されている。
明治13年（1880年）に最初の師名である野澤喜八郎を五代目として襲名（一般的に五代目喜八郎襲名を明治13年とするが、前述の通り明治12年）。
最初の師は三代目喜八郎であり、四代目は空席であったが、同門の三代目野澤吉五郎（前名野澤金蔵）が四代目喜八郎を相続できないことを深く恥じ切腹したことに同情し、其の墓前に四代目喜八郎を追贈し、自身は五代目喜八郎となった。改名に際し「世の春をよそに見る迄　としを経て　もとの野澤にすむ　かはづ哉　野喜自詠」と詠んでいる。
明治14年（1881年）4月京四条北側大芝居で東京の四代目播磨太夫を弾く。
しかし、同年12月四代目野澤吉兵衛の没後、吉兵衛名跡についての争いが門弟の二代目野澤勝市、五代野澤吉彌の間で発生したため、喜八郎が仲裁に入り、勝市には野澤の元祖名である喜八郎の六代目を（吉兵衛よりも元祖名の喜八郎の名前が上であるとした）、吉彌には吉兵衛の五代目をそれぞれ襲名させることで決着を見たため、自身は元の五代目友次郎へと復した。
明治26年（1893年）3月御霊文楽座に四代目播磨太夫と共に出座。播磨太夫の名の上に東京下りとある。友次郎は筆下別ハコに位置している。播磨太夫と友次郎の役場は切狂言の『博多織戀オモニ（金へんに荷）』「柊屋の段」である。同年4月同座では友次郎のハコの上にスケと記されている。播磨太夫・友次郎の役場は『卅三間堂棟由来』「平太郎住家の段」である。これが大阪での最後の舞台となった。
明治28年（1895年）8月4日に死去。行年81歳。戒名は観譽紫連寿翁禅定門。

墓所は京都鳥辺山本寿寺。

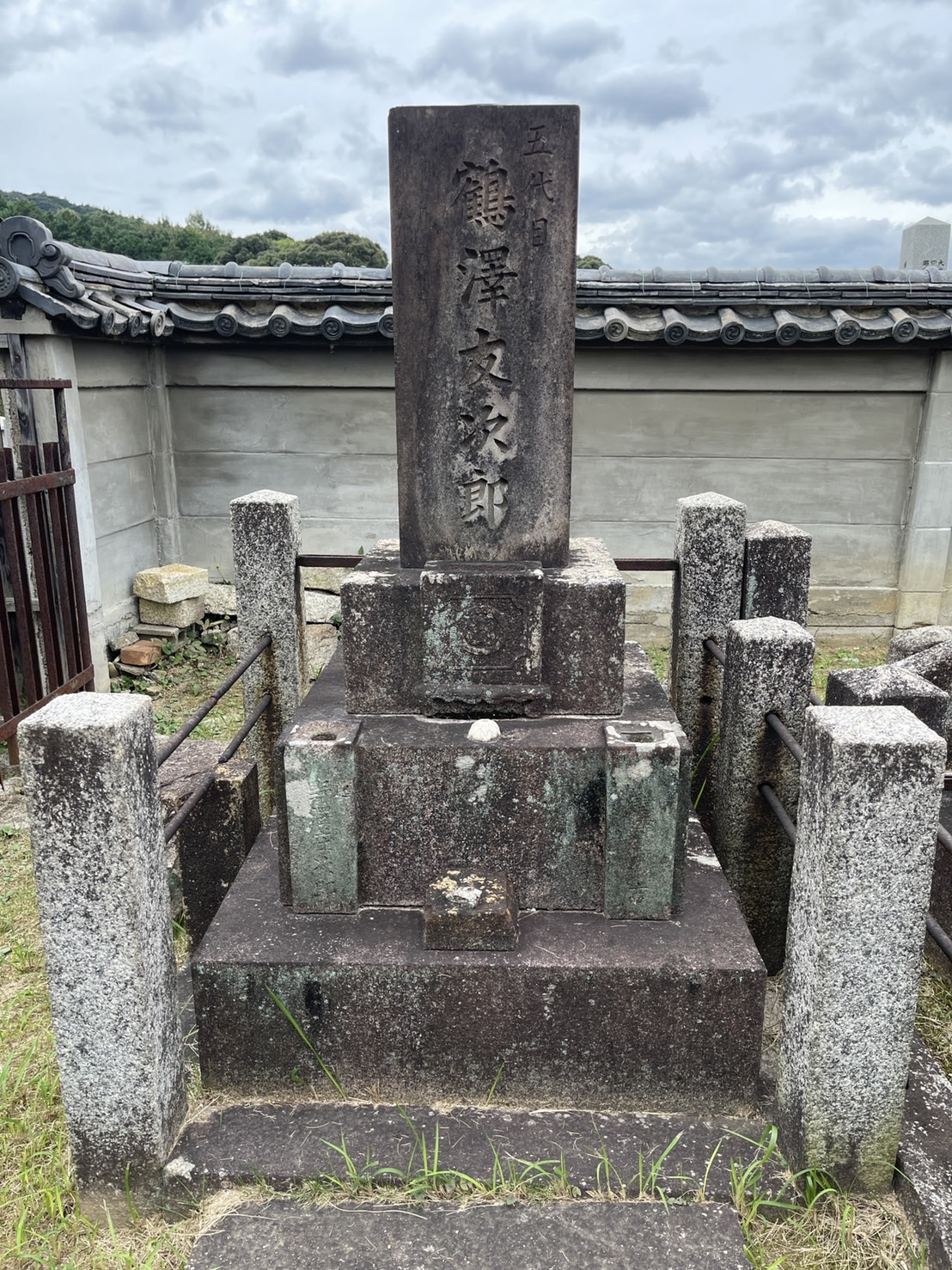
五代目鶴澤友次郎の墓

『増補浄瑠璃大系図』五代目友治郎の項に、鶴澤友治郎の名前系図をまとめた一巻の写しが記載されている。
前文
抑鶴澤氏友治郎之名義たるや其由来此巻に判然として三二検校に始ると云り頗三弦の妙手にあらざれば此名跡を継を許さゞるを確き則とす爰に五代の鶴友此道の至妙を極めて佳名天下に冠たるは普く人の知る所なれば今之を挙ぐるに及ばず俗称は清水氏にして京都祇園町縄手の角邸に占居す今度野澤喜八郎が名を引起せしは鶴野両氏の師恩を貴に重ずる所以なり鶴友は予が竹馬にして情最も厚きを以て序を需るに応ず
明治十五年　十二月　少天狗喜西 印
寄三弦祝
弾ならず三筋の糸の末長く
千代の色音や万世の友
キハチの三字を五七五の頭に冠らしめて
きよく咲しはなは実となる
ちからあり
友治郎系譜
初代鶴澤友治郎　前名三二盲人也
二代同　　　　　初代文蔵児島屋
三代同　　　　　初代清七松屋
四代同　　　　　初代豊吉籠島屋
五代同　　　　　初代小庄当代也
一、鶴澤友郎（※ママ　鶴澤友治郎）は前名三二と云し御人正徳享保の頃盛んにして鶴澤の元祖也寛延二年七月に命終当明治十三年庚辰年迄百三十二年に成此名前殊の外大切なり容易に相続すべからず弟子共芸道相応に相成相続致度節は大坂表三味線の長たる人に相談の上相続すべし未熟の芸にて気儘に相続決て不相成又他人たり鶴澤家にて時に応じ芸道上達人名前所望致候節は譲るべし併相続後勝手に外々へ名前譲り候事無之様弟子共より相守可申又名前相続人無之節は弟子中え名前預り相守可申事。此外に野沢家濫觴之事実有之候得共是は野澤系譜に出せば略之師恩貴きもの皆人の知る処にして五代友治郎其恩報の志有て四代友治郎に生国魂精鎮社え納て神号を頂く　宇知昇佐保幸神（ウチノポルサホサキノカミ）四代目友次郎
『野澤の面影』には
五代野澤喜八郎事　五代鶴澤友次郎略歴（通称：建仁寺町）文化十二年京都ニ産レ本名清水友次郎と云フ幼ニシテ三代野澤喜八郎門下トナリ野澤小庄ト呼ブ文政十三年十五歳ニテ二代鶴澤傳吉（後ノ四代友次郎）門下トナリ鶴澤庄次郎ト改姓ス、弘化元年正月四代竹本綱太夫引立ニテ師ノ前名ヲ譲リ受ケ三代鶴澤傳吉ト改ム（師四代友次郎萬延元年逝去ス）慶応二年十一月再ビ師ノ名跡譲受五代友次郎ヲ相続ス、後年京都ヘ引退シ明治十三年
世の春をよそに見るまでとしを経て
もとの野澤にすむかはづ哉
ト詠ミ幼師ノ名跡五代野澤喜八郎ヲ相続ス、明治十四年十二月四代野澤吉兵衛歿後名跡相続ニ就テ二代野澤勝市、五代野澤吉彌、両人の間ニ問題発リシ時仲裁人トナリ即チ二代勝市ニ六代野澤喜八郎ヲ與ヘ五代吉彌ハ五代野澤吉兵衛ヲ相続ト見事ナル裁キニテ目出度納マリ自身ハ再ビ五代鶴澤友次郎ニ復帰シ明治二十八年八月四日逝去ス
法名　観譽紫連寿翁禅定門　俗名　清水友次郎
京都鳥辺山本寿寺ニ葬ル　行年　八十一歳
とある。

## 四代目
鶴澤定治郎 ⇒ 二代目鶴澤豊吉 ⇒ 四代目鶴澤伝吉
四代目鶴澤友次郎門弟。
『増補浄瑠璃大系図』によれば伯州米子の生まれとある。また、天保10年（1839年）に稲荷文楽芝居へ初出座とするが、『義太夫年表近世篇』では天保6年（1835年）3月北堀江市の側芝居の番付に鶴澤定次郎の名前がある。師匠初代伝吉が三味線筆頭であり、本人であるといえる。
『増補浄瑠璃大系図』の記載の通り天保10年（1839年）2月稲荷社内東芝居に鶴澤定次郎の名前がある。以降も稲荷社内東芝居（文楽の芝居）に出座し、、天保13年（1842年）正月稲荷社内東芝居 太夫竹本綱太夫『義経千本桜』他にて定次郎事二代目鶴澤豊吉を襲名。師の前名である豊吉を二代目として襲名した。同芝居で安次郎事初代鶴澤清八も披露されている。
嘉永元年（1848年）「当時名人太夫浄瑠理一本語てんぐ噺」という当時の太夫三味線の代表的な演目を見立てた番付には「巣をたちし竹に雀のしなやかさ先代萩の御殿けつかう　竹本越太夫　鶴澤豊吉」と記されている（『伽羅先代萩』「御殿の段」）。
嘉永3年（1850年）より七代目竹本咲太夫を弾く。嘉永5年（1852年）7月新築地清水町浜小家『本朝廿四孝』他で三味線筆頭となる（この芝居のみ）。
安政2年（1855年）8月稲荷社内東小家にて初代竹本長尾太夫を弾く。太夫付の別書き。翌9月『仮名手本忠臣蔵』他で三味線筆頭となる。文楽の芝居が稲荷境内に復して以降も文楽の芝居へ出勤。番付の位置は中頃となる（筆頭は初代團平等）。
元治元年（1864年）4月稲荷東小屋『義経千本桜』にて二代目豊吉改四代目鶴澤伝吉を襲名。山城少掾の番付の書き込みに「二代目豊吉事四代目伝吉ヲ相続、籠島屋友治郎ノ門人ナリ伝吉名跡ハ初代ハ文蔵、二代ハ四世友治郎、三代ハ五世友治郎ナリ」とある。同年12月四条北側大芝居の素浄瑠璃興行で『碁太平記白石噺』「逆井村の段」で七代目竹本咲太夫を弾き、京都で豊吉改四代目鶴澤伝吉の襲名披露が行われた。
兄弟子の三代目伝吉が五代目友次郎を襲名したのも同年であり、同年の見立番付「三都太夫三味線操見競鑑」には「頭取　鶴澤伝吉」「西小結　鶴澤豊吉」とそれぞれあるが、改版では「頭取　伝吉改鶴澤友次郎」「西小結　豊吉改鶴澤伝吉」となっており、同年に襲名が行われたことが確認できる。
慶応元年（1865年）3月稲荷東小家『仮名手本忠臣蔵』他で筆末へ昇格（筆頭は初代團平）。同年の京での芝居の番付に竹本咲太夫・鶴澤伝吉とあることから、この頃まで竹本咲太夫を弾いていた。（咲太夫に従い、文楽の芝居や京等に出座していた）
最後の舞台は慶応2年（1866年）10月稲荷社内東芝居『鬼一法眼三略巻』『加賀見山旧錦絵』で、最後まで筆末に名を留めた。咲太夫の役場は「又助住家の段 切」であり、伝吉が弾いたか。同年の見立番付では西の関脇であった。
翌慶応3年（1867年）の春頃から病気で休座し、同年10月に死去。墓所は北野不動寺と『増補浄瑠璃大系図』にある。
しかし『しのぶ俤』では、慶応2年（1866年）12月4日の没とする。本名を中島屋由兵衛。戒名を願海信士。行年を42歳。墓所を大阪市北区不動寺としている。
門弟に五代目鶴澤寛治（四代目伝吉の没後は初代清六の門弟）がいる。

## 五代目
鶴澤小熊 ⇒  鶴澤亀助（亀介） ⇒ 三代目鶴澤豊吉 ⇒ 五代目鶴澤伝吉 ⇒ 六代目鶴澤三二
五代目鶴澤友次郎門弟。
『増補浄瑠璃大系図』によれば、西京の出身で、幼名は小熊といった。初出座等詳らかではないが、『義太夫年表近世篇』では嘉永7年（1854年）閏7月博労町いなり境内北の門新席『五天竺』の番付に鶴澤小熊とあり、竹本房太夫を弾いている。この房太夫は後に三代目竹本寿太夫となる人で、同芝居では、二代目津賀太夫改竹本山城掾、二代目寿太夫改三代目竹本津賀太夫の大坂での襲名披露が行われている。同年10月因幡薬師境内『箱根霊験躄仇討』「餞別の段」で房太夫事三代目竹本寿太夫を弾く。このように竹本山城掾の一座に出座していた。
翌安政2年（1855年）京四条北側大芝居太夫 竹本長登太夫『伊賀越道中双六』他にて、小熊事鶴澤亀介（亀助）と改名。番付には二代目寿太夫事三代目竹本津賀太夫、房太夫事三代目竹本寿太夫とあることから、一連の山城掾、津賀太夫、寿太夫の襲名披露の中で亀助へ改名した。安政5年（1858年）頃から四代目竹本濱太夫（後の四代目津賀太夫）を弾く。この後も長く濱太夫を弾いていたが、濱太夫ともう一人を弾くこともあり、慶応2年（1866年）9月四条道場北の小家「三勝 酒屋の段」で初代竹本殿母太夫（後の六代目綱太夫）を弾いている。
師匠二代目鶴澤豊吉（後の五代目鶴澤友次郎）が元治元年（1864年）12月四条北側大芝居の素浄瑠璃興行にて二代目豊吉改三代目鶴澤伝吉を襲名した後、慶応2年（1866年）10月四条道場北ノ小家太夫 竹本山城掾『大江山酒吞童子』にて「頼光館の段」を語る豊竹三光斎を弾き、亀介改三代目鶴澤豊吉を襲名。三代目竹本津太夫（後の七代目綱太夫）を弾く鶴澤小熊もおり、後に師名の亀助を襲名する。以降は、濱太夫ではなく豊竹三光斎を弾いている。
慶応3年（1867年）6月四条道場芝居『木下蔭狭間合戦』の番付にも亀介事三代目鶴澤豊吉とあり、名代 宇治嘉太夫 太夫 六代目竹本染太夫の大芝居にての襲名披露が行われた。座組は山城掾、五代目春太夫、三代目津賀太夫、六代目竹本むら太夫（後の六代目政太夫）、三代目竹本津夫…他であり、師匠の五代目友次郎が三味線の筆頭となっている。同年以降は三代目津賀太夫を弾いている。明治改元以降も山城掾の一座に出座し、『義太夫年表明治篇』では道頓堀竹田芝居での出座が確認できる。
明治5年（1872年）10月京四条道場 宇治嘉太夫芝居にて三代目豊吉改五代目鶴澤伝吉を襲名。『絵本太功記』「尼ヶ崎の段 切」で三代目竹本津賀太夫を弾いた。同芝居では小熊改め二代目鶴澤亀助、大筆太夫改三代目竹本蟠龍軒等の襲名披露が行われている。六代目鶴澤三二の襲名披露は不詳だが、『増補浄瑠璃大系図』によれば、「後四代目豊吉へ伝吉を譲りて其身は元祖の大名を貰ひて又々改名して（七代目）鶴澤三二と成て出勤致す」とあり、弟弟子の鶴澤庄次郎は遅くとも明治6年（1874年）11月には四代目鶴澤豊吉を襲名しており（同月道頓堀竹田芝居『伊賀越え乗掛合羽』他に鶴澤豊吉の名前がある）、明治17年（1884年）4月に弟弟子の二代目友之助が五代目豊吉を襲名していることから、四代目鶴澤豊吉の七代目鶴澤伝吉の襲名は同年までに行われたことになり、五代目伝吉の六代目鶴澤三二の襲名披露も同様となる。
没年等は不詳。

## 六代目
詳細は不明も京都鳥辺山本寿寺に「六代目鶴澤傳吉」の墓碑がある。墓碑右側面には「明治三十六年四月建立」とある。七代目伝吉の没年である明治32年（1899年）よりも後にこの六代目伝吉の墓碑が建立されており、代数に混乱が見られる。墓碑左側面には「芝村内」と彫られている。

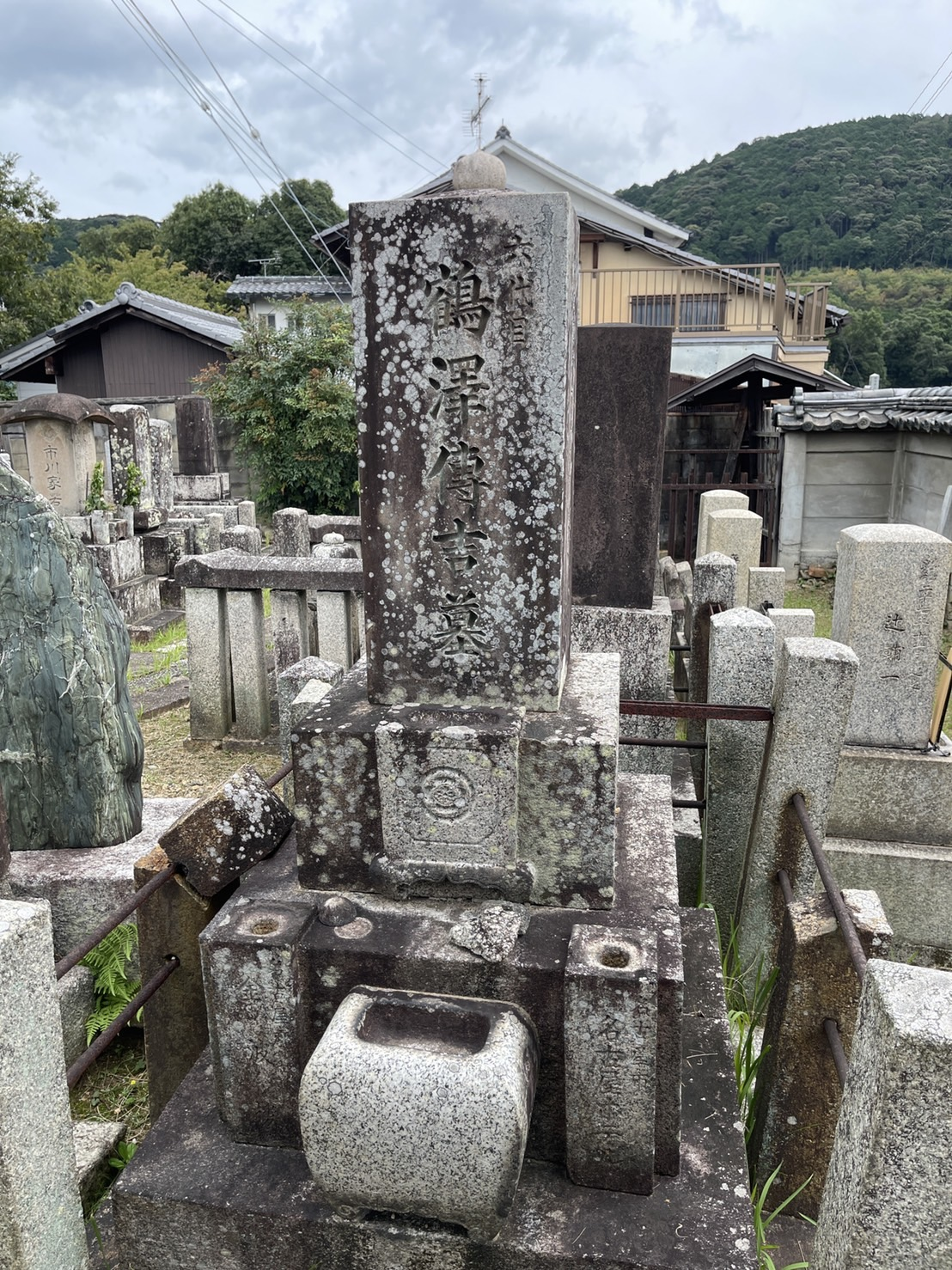
六代目鶴澤傳吉墓

## 七代目
鶴澤庄次郎 ⇒ 四代目鶴澤豊吉 ⇒  七代目鶴澤伝吉
五代目鶴澤友次郎門弟。明治32年（1899年）2月3日61歳で没。墓所は大阪谷町八丁目妙徑寺。 
豊竹山城少掾は「豊吉改傳吉と／／有ますは田村歌の前の四代目豊吉改七代目／鶴澤傳吉此方は御霊文楽座に明治二十年頃／元太夫で有りし尼ヶ崎の琴声事豊竹綾太夫と名乗／出座す此時合三味線にて久々出勤あり暫時にて／休座明治三十三年二月三日死行年六十一」と記している。 

## 八代目
八代目鶴澤伝吉
本名：堀江太吉。墓所：京都鳥辺山本寿寺。戒名：大譽傳光祥安禅定門
没年：昭和7年（1932年）1月17日。享年73歳

## 九代目
詳細は不明も京都鳥辺山本寿寺に「九代目鶴澤傳吉」の墓碑がある。墓碑裏面には「大正十年八月建立」とあり、八代目伝吉の没年である昭和7年（1932年）よりも前にこの九代目伝吉の墓碑が建立されており、代数に混乱が見られる。墓碑右側面には「先斗町」とある。

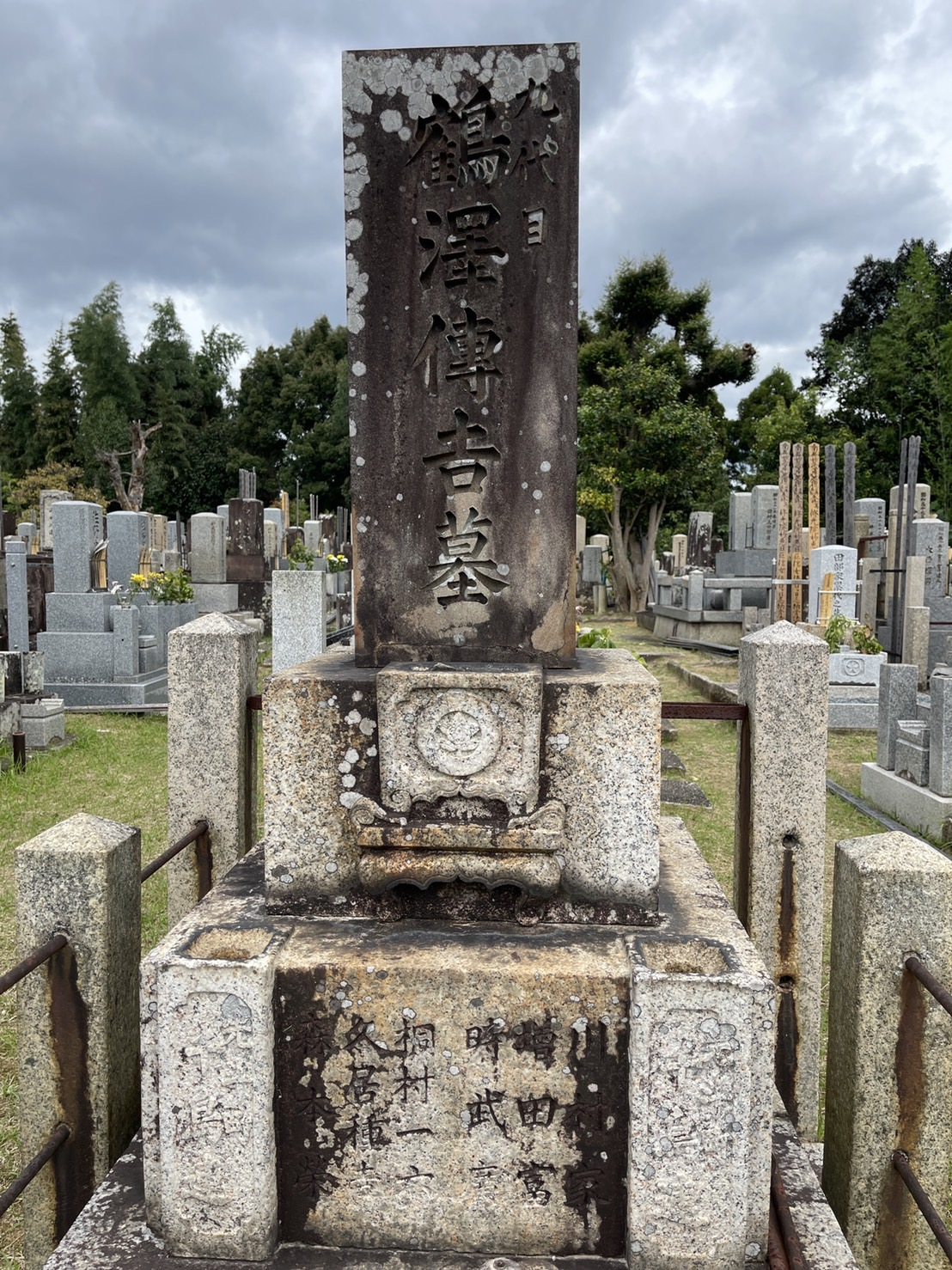
九代目鶴澤傳吉の墓